# Hanne Bjørn-Klausen
Hanne Bjørn-Klausen (født 25. marts 1972) er en dansk politiker, som var midlertidig stedfortræder i Folketinget for Rasmus Jarlov som repræsentant for Det Konservative Folkeparti i Københavns Omegns Storkreds, i forbindelse med at Jarlov søgte sygeorlov grundet en inflammationssygdom i 2020.
Bjørn-Klausen blev desuden valgt ved kommunalvalget 2017 til byrådet i Herlev Kommune.
I september 2023 meldte hun sig ud af Konservative og ind i Liberal Alliance.
I 2019 blev Hanne Bjørn-Klausen valgt som formand for OGAE Danmark (Den danske Melodi Grand Prix fanklub).